# 金文翰
金文翰（?—?），江蘇省太倉直隸州嘉定縣人，清朝政治人物、同進士出身。
光緒二十年（1894年），参加光緒甲午科殿試，登進士三甲13名。同年五月，授内阁中书。